# Jataizinho (ort)
Jataizinho är en ort i Brasilien.   Den ligger i kommunen Jataizinho och delstaten Paraná, i den södra delen av landet, 900 km söder om huvudstaden Brasília. Jataizinho ligger 355 meter över havet och antalet invånare är 10 014.
Terrängen runt Jataizinho är huvudsakligen platt. Jataizinho ligger nere i en dal. Runt Jataizinho är det ganska glesbefolkat, med 39 invånare per kvadratkilometer.. Närmaste större samhälle är Londrina, 19,7 km väster om Jataizinho. 
Trakten runt Jataizinho består till största delen av jordbruksmark.